# Moviment dels Sants dels Últims Dies

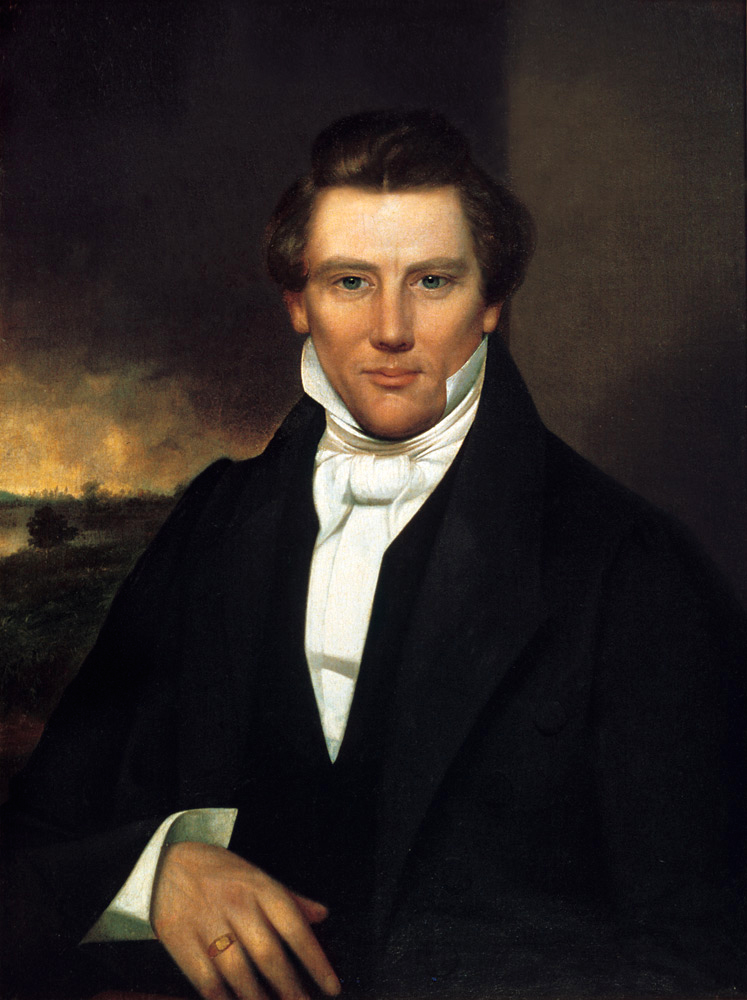
Joseph Smith (fill).

El Moviment dels Sants dels Últims Dies està format per creients restauracionistes que accepten els ensenyaments i revelacions del profeta Joseph Smith. Es diuen a si mateixos cristians.
La base de la seva doctrina la constitueixen la Bíblia, el Llibre del Mormó i la recopilació denominada Doctrina i convenis. Altres texts, com la Perla de Gran Preu o la Traducció de la Bíblia de Joseph Smith tenen acceptació mixta dins del moviment, sent acceptats com a escriptura sagrada per algunes esglésies i rebutjats per unes altres.
Al moviment també se'l coneix com a mormonisme i als seus membres com mormons. Inicialment usat de forma despectiva pels seus detractors, els adherents de l'Església de Jesucrist dels Sants dels Últims Dies havien adoptat el terme, com el Cor del Tabernacle Mormó o el Mormon Newsroom; no obstant això, el seu ús ha estat descoratjat per aquesta església en favor d'altres termes com a «membres de l'Església de Jesucrist dels Sants dels Últims Dies».

## Història

### Joseph Smith i l'Església de Crist
Els orígens del mormonisme es remunten al 6 d'abril de 1830 a la regió occidental de l'estat de Nova York, on Joseph Smith va fundar l'Església de Crist amb l'objectiu inicial de crear una Nova Jerusalem a l'Estat de Nova York, a la qual anomenaria Sió.
Segons Smith en 1820 en la localitat de Palmyra situada a uns vuitanta quilòmetres al nord de la ciutat de Nova York, Déu Pare i Jesucrist es van aparèixer a ell per dir-li que desaprovés i considerés com a falsos tots els credos de les esglésies existents fins llavors. A aquest suposat fet actualment se'l coneix com a Primera Visió. Smith també va dir que el 21 de setembre de 1823 va rebre una segona visió, aquesta vegada d'un àngel anomenat Moroni, el qual li va indicar que sobre un pujol proper a Palmyra trobaria enterrats uns manuscrits en planxes d'or, els quals serien un compendi de profetes pertanyents a l'Amèrica antiga. Aquests escrits, suposadament redactats en un idioma anomenat egipci reformat, van ser suposadament traduïts per Smith gràcies a unes pedres vidents denominades Urim i Tumim. Aquest llibre, titulat Llibre de Mormó i segons el qual Jesucrist hauria visitat Amèrica després de la seva resurrecció, constitueix un dels textos canònics del moviment. Smith, amb l'ajuda de Martin Harris, Oliver Cowdery i David Whitmer, va publicar el llibre per primera vegada en 1830 en anglès.
Entre 1832 i 1842, Smith va escriure almenys quatre relats sobre la «Primera Visió». Aquests relats són similars en molts aspectes, però difereixen tant en les seves èmfasis com en alguns detalls. El relat de 1838 va ser publicat en el llibre Perla de gran preu, un altre dels llibres de referència de l'Església.

### Migracions, lluites i escissió
En 1831 Smith i els seus primers fidels es van mudar a Kirtland, Ohio, i van establir un assentament al Comtat de Jackson, Missouri, on pensaven establir les seves casernes generals. No obstant això, el 1833 els colons de Missouri els van expulsar violentament i els mormons van fracassar en la seva subsegüent operació paramilitar per recuperar la terra. Malgrat l'anterior, el moviment va aconseguir expandir-se durant un temps en Kirtland, però va haver d'anar-se'n abruptament el 1838, després d'un escàndol econòmic que va provocar diverses desafeccions i pel qual Smith va haver d'enfrontar diverses demandes per enriquiment indegut i la creació d'un banc il·legal. Smith va reagrupar la resta dels seus seguidors en un assentament denominat Far West, a Missouri, on les tensions amb els antics colons van escalar fins a arribar a conflictes violents.
El 1839 els mormons es van instal·lar a la ribera del riu Mississipi, on van fundar la ciutat de Nauvoo, la qual va començar a créixer ràpidament gràcies a l'assentament de nous conversos portats pels missioners mormons. Aquella època, Joseph Smith va començar a introduir la poligàmia entre els seus fidels i va establir noves cerimònies que suposadament permetien als justs convertir-se en déus.
Joseph Smith i el seu germà Hyrum van ser assassinats el 27 de juny de 1844 mentre es trobaven detinguts en una presó de Carthage, Illinois. Donat que Hyrum era el successor designat de Smith, es va desfermar una crisi de successió que va provocar diversos cismes a l'església i de la qual sorgiria Brigham Young com a líder de la majoria dels mormons, primer radicat a Nebraska, i des de 1847 a Utah. Les principals branques del moviment que van sorgir d'aquesta escissió van ser les següents:
La doctrina de la poligàmia impulsada originalment per Smith es va formalitzar públicament el 1852. Deu anys després es van començar a promulgar als Estats Units diverses lleis en contra d'aquesta pràctica. El 1885, l'estat de Idaho la va prohibir, decisió ratificada pel Tribunal Suprem dels Estats Units el 1890. D'aquesta manera, els mormons van perdre el seu dret a vot. En 1890 algunes esglésies mormones, com l'Església de Jesucrist dels Sants dels Últims Dies, van abandonar oficialment la poligàmia, mentre que unes altres, com l'Església Fonamentalista de Jesucrist dels Sants dels Últims Dies, encara la practiquen.
Després de la mort de Joseph Smith, el Moviment dels Sants dels Últims Dies va sofrir una crisi de successió. Homes com Sidney Rigdon, Brigham Young, i James Strang van competir per ser els nous líders del moviment donant lloc a diverses denominacions en el mormonisme entre les quals es troben:
- Església de Jesucrist dels Sants dels Darrers Dies
- Comunitat de Crist
- Església de Jesucrist (Cutlerita)
- Església de Jesucrist (Bickertonita)
- Església de Jesucrist dels Sants dels Darrers Dies (Strangita)
- Església de Crist amb el missatge d'Elies
- Església de Crist (Temple de Lot)

Aquestes esglésies es caracteritzen per practicar o haver practicat certes doctrines particulars alienes a les altres denominacions cristianes tals com la poligàmia, el matrimoni etern i el baptisme dels morts.

## Crítiques al Moviment dels Sants dels Últims Dies
Històricament, no hi ha problema que hagi provocat una major crítica a l'Església que el de la seva pràctica de la poligàmia, que va abandonar oficialment el 1890. Des de llavors, les crítiques s'han centrat en les reclamacions de revisionisme històric, l'homofòbia, el racisme, les polítiques sexistes i les seves finances i doctrines.